# Grube Silberbrünnle
Die Grube Silberbrünnle in Haigerach, einem Ortsteil von Reichenbach im Ortenaukreis in Baden-Württemberg, ist ein stillgelegtes Bergwerk.

## Geschichte
Mindestens seit dem 16. Jahrhundert wurde in Haigerach Bergbau betrieben. Gesucht wurde dort nach Blei-, Silber- und Kupfererz. Der Eingang zur damaligen Grube ist heute verschüttet, die Bergbauhalde, auf welcher nicht brauchbare Steine von den Bergleuten entsorgt wurden, ist heute noch sichtbar. 1909, kurz nach Beginn des 20. Jahrhunderts, wurden die Bergbauaktivitäten eingestellt.

## Funde
Neben Blei, Silber und Kupfer wurden unter anderem Tsumcorit, Arseniosiderit, Libethenit, Cornubit, Gartrellit, Pseudomalachit, Reichenbachit und Klinoklas gefunden.